# 哲陈部
哲陈部（穆麟德轉寫：jecen -i aiman），又作折陈部。满族先世，明朝建州女真诸部之一。
哲陈部位于扎克丹河、社河流域以及洼浑沐附近的浑河流域上游、苏子河下游及苏子河与浑河会合点附近。包括今辽宁省新宾满族自治县南杂木、抚顺县营盘东部、清原满族自治县西南部。北接哈达部，东连辉发部，西邻浑河部，东南邻苏克苏浒部（苏克苏护河部、苏克素护河部），西南为苏子河下游地区及五岭一带。主要从事农业，兼事采集、狩猎和畜养业。所属城寨有古勒城、界藩城、萨尔浒城、托漠河（托木河）山城、巴尔达城、洞城、太兰岗等，诸城地势冲要，皆为女真人比较集中的聚居点。明神宗万历十一年（1583年），李成梁攻打古勒城，城主阿台和觉昌安、塔克世被杀。万历十五年（1587年）六月，努尔哈赤攻哲陈部山寨，杀寨主阿尔太。八月，努尔哈赤派额亦都攻克巴尔达城。随后努尔哈赤领兵攻打洞城，城主扎海投降。哲陈部完全为努尔哈赤所并。努尔哈赤先后迁都界藩城、萨尔浒城，万历二十一年（1593年），叶赫九部联军与努尔哈赤在古勒山大战。万历四十七年（1619年），努尔哈赤和明朝爆发萨尔浒之战。